# 참프레
주식회사 참프레는 전북특별자치도 부안군에 본사를 둔 육계 전문 기업으로, 동우팜투테이블의 계열사이다.

## 역사 및 현황
2010년 11월 24일 설립되었다.